# Гуна
Ел Гуна или само Гуна (на арабски: الجونة – „лагуна“) е курортен град в Египет на 22 км северно от Хургада на самия бряг на Червено море. На големина е почти колкото центъра на Лондон.
Египетската групировка „Ораском“ изгражда в пустинята и притежава целия курортен град. Състои се от 14 различни хотела – от малки за семейства до големи 5-звездни на плажа. Частни лица също могат да закупуват къщи или апартаменти.
Инфраструктурата е добра. Водно-пречиствателни станции преработват отточните води за напояване на голф игрищата и хотелските градини. Водно-преработвателни станции захранват града с питейна вода. В града се намира болница по европейски стандарти със зъболекари, декомпресионна камера за гмуркачи и аптека. Малко частно летище също е на разположение. Международното летище на Хургада е на около 20 км.